# Ischnochiton versicolor
Ischnochiton versicolor är en blötdjursart som först beskrevs av Sowerby 1840.  Ischnochiton versicolor ingår i släktet Ischnochiton och familjen Ischnochitonidae. Inga underarter finns listade i Catalogue of Life.